# 섹스, 거짓말 그리고 성격차
《섹스, 거짓말 그리고 성격차》는 MBC에서 1997년 8월 29일에 방영된 베스트극장으로, 부부간의 갈등과 파경을 통해 ‘성격 차이’라는 애매모호한 이유로 포장된 부부 간의 성 문제는 물론 부부 간의 단절과 고독을 그렸다.

## 줄거리
결혼 9년차인 산부인과 의사인 형찬과 전업주부인 선영은 딸 은정과 안정된 경제력으로 남들이 보기에는 아쉬울 게 없는 행복한 가정이다. 이들을 위협하는 건 돈이나 탈설이 아니라 바로 성격차이다. 형찬은 미대 출신 아내가 집안일에 매달리기보다는 자신의 일을 갖길 원하지만, 선영은 주부로서의 삶이 적성에 맞는다며 만족해한다. 절망을 느낀 형찬이 잠자리를 거부하고 집을 나가버리면서 가정이 흔들리기 시작하고, 선영은 형찬에게 여자가 생겼을 거라며 이혼을 요구한다.

## 등장 인물

### 주요 인물
- 송승환 : 형찬 역
- 이주경 : 선영 역
- 김자옥 : 경주 역

### 그 외 인물
- 임종국
- 신귀식
- 이상미
- 김진구
- 김정
- 유식
- 손동운
- 김인수
- 김각종
- 문창근
- 강필순
- 문후영 : 은정 역 - 형찬과 선영의 딸